# Primo Carnera vs. Max Baer
L'incontro di pugilato Primo Carnera vs. Max Baer si disputò al Madison Square Garden Bowl di New York, il 14 giugno 1934. Era in palio il titolo di campione mondiale dei pesi massimi. Baer sconfisse il campione italiano per KO tecnico all'undicesima ripresa vincendo il titolo.
Si è a lungo dibattuto su quante volte Carnera sia stato atterrato esattamente nel match, anche perché all'epoca, non esisteva la regola di decretare automaticamente il KO tecnico dopo tre atterramenti subiti nello stesso round. Alcune fonti riportano sette KO, altre 10 o addirittura 12. Nat Fleischer, che si trovava a bordo ring quella sera, dichiarò sul numero dell'agosto 1934 della rivista The Ring, della quale era fondatore ed editore, che Carnera era stato messo al tappeto in 12 occasioni. Egli diede a Baer tre knockout nel primo round, tre nel secondo, uno nel terzo, tre nel decimo e due nell'undicesimo. Contrariamente a questa versione, altri riportano il fatto di come nel computo degli atterramenti siano stati erroneamente inseriti anche un paio di scivoloni occorsi a Carnera mentre tentava di portare a segno dei colpi.

## Contesto
Primo Carnera, unico italiano ad essere stato campione mondiale indiscusso dei pesi massimi, dopo la vittoria del titolo contro Jack Sharkey, il 29 giugno 1933, divenne l'idolo del regime fascista di Benito Mussolini diventando il manifesto della superiorità della razza italiana all'estero. Carnera difese vittoriosamente la cintura di campione del mondo in due successive occasioni, la prima volta con Paulino Uzcudun, e la seconda con Tommy Loughran, entrambi battuti ai punti in incontri da 15 riprese. Il prossimo sfidante sarebbe stato Max Baer.

## L'incontro
Prima del match, Carnera era dato leggermente favorito. Gli incassi ricavati dalle vendite dei biglietti furono di 428 392,80 dollari. Il pubblico pagante presente nell'arena era di 52 268 spettatori.
La borsa spettante a Carnera fu di 122 057,08 dollari, mentre a Baer andarono 65 044,31 dollari.
Circa l'andamento dell'incontro, l'Associated Press scrisse: "Undici volte in undici riprese, il gigantesco italiano, l'uomo più grosso ad aver detenuto il titolo, cadde al tappeto sotto i colpi di Baer, due volte nell'ultimo round, prima che l'arbitro Arthur Donovan fermasse l'incontro dopo 2 minuti, 16 secondi dall'inizio dell'undicesimo round... ".
L'episodio decisivo, comunque, si era già avuto dopo due minuti e dieci secondi circa dall'inizio del match, quando Max Baer aveva colpito il detentore del titolo con un terribile colpo in pieno volto, mandandolo al tappeto per la prima volta e in maniera indiscutibile. Nel cadere, Carnera si procurò una slogatura alla caviglia (che poi si rivelò essere una frattura) che lo condizionò per il prosieguo del match. Le riprese centrali, caratterizzate da atteggiamenti irrisori dello sfidante – prefiguranti gli analoghi atteggiamenti di Muhammad Ali negli anni sessanta e settanta – ebbero un andamento più equilibrato: lo stesso Fleischer attribuisce a Carnera ben tre riprese, fra la terza e l'ottava. Con il prosieguo dell'incontro, tuttavia, il campione del mondo cominciò a zoppicare sempre più vistosamente, tanto che subì un altro indiscusso atterramento alla nona ripresa, tre nella decima (di cui uno nell'imminenza del suono del gong) e due all'undicesima. Il pugile italiano riuscì sempre a rialzarsi ma, dopo due minuti e 16 secondi dall'inizio dell'11º round, l'arbitro non poté che constatare la sua impossibilità a proseguire e decretare Max Baer vincitore per KO tecnico e nuovo campione mondiale dei pesi massimi.

### Arbitro e giudici
- Arbitro: Arthur Donovan
- Giudice: Tommy Shawtell
- Giudice: Charley Lynch

## Conseguenze
Carnera, alla terza difesa del titolo, subì una punizione severissima da Baer, e perse parzialmente la sua aura di "mostro imbattibile". Dopo questo match, Primo Carnera rimase in convalescenza per due mesi, con una gamba ingessata. Lo andarono a trovare i soli amici e parenti e il suo avversario Max Baer. Lo stesso Baer, mantenne il titolo per soli 364 giorni, venendo sconfitto da James J. Braddock.